# Cabo Ortegal

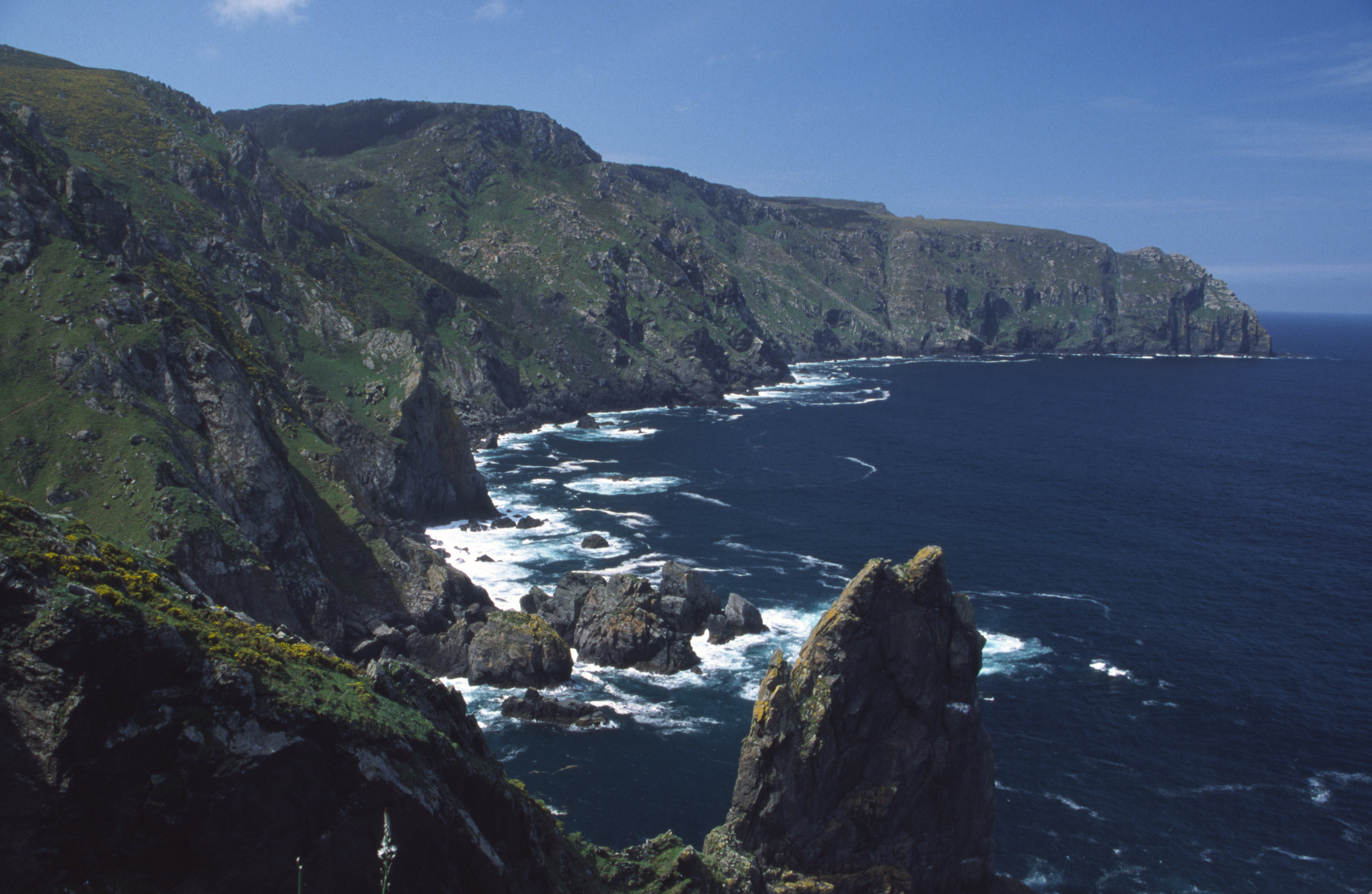
Vista de cabo Ortegal.

Ortegal é um cabo localizado no município de Cariño, na costa atlântica da província da Corunha, na Galiza (Espanha).
Desde este cabo, e até a fronteira portuguesa, estende-se a costa mais recortada do litoral espanhol, um caso comparável na Europa somente às costas bretãs.

## Situação

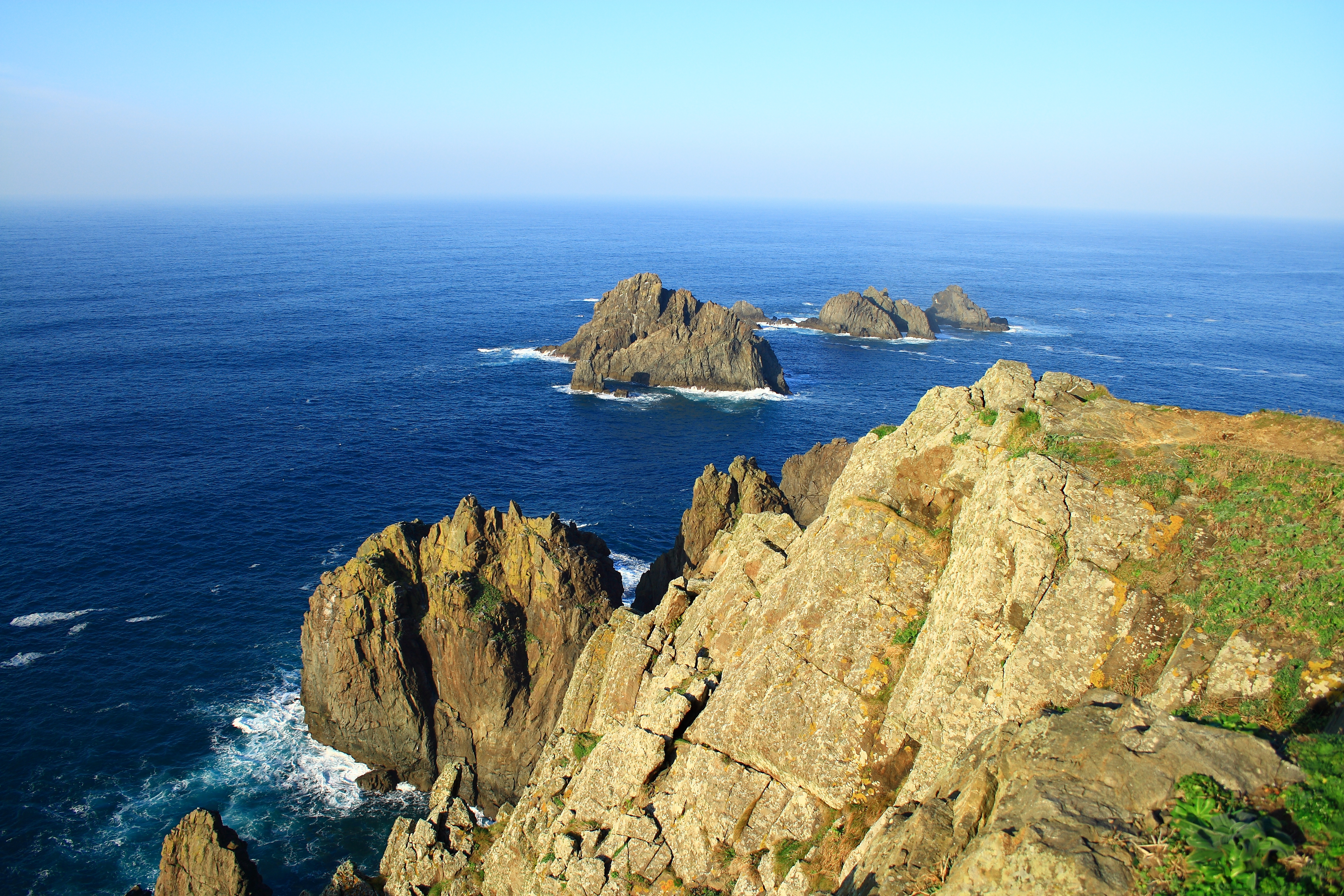
Vista parcial dos aguillóns, na ponta do cabo.

Cabo Ortegal é um dos pontos mais setentrionais da Península Ibérica, superado pelo cabo da Estaca de Bares, com latitude de 43º 46' 20' Norte e longitude 7º 52' 05' Oeste.
Pelo seu valor geológico, morfológico, ornitológico, e paisagístico, Ortegal está incluído no lugar de interesse comunitário (L.I.C.) “Costa Ártabra”.
É um dos estuários mais importantes da Espanha e da Europa, tal qual reconhecem as suas catalogações, que, entre outras, são: zona úmida incluída no convênio Ramsar e pelo tanto de importância internacional e zona de especial proteção para as aves, além de lugar de importância comunitária

## Vistas desde o farol

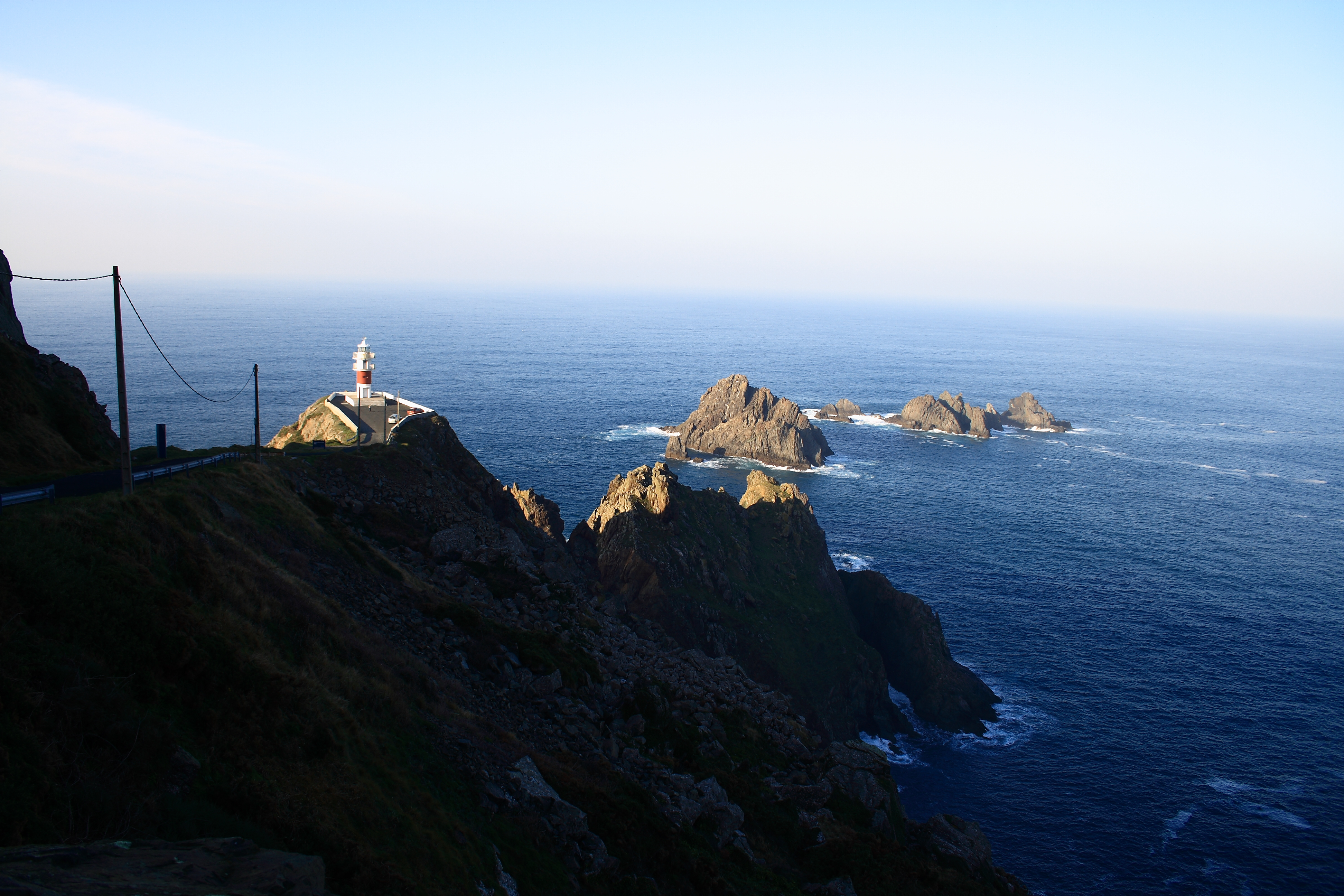
Vista de cabo Ortegal desde o seu caminho de acesso.

A localidade mais próxima é Cariño, porto pesqueiro de importância e lugar desde o que dirigir-se a visitar o cabo Ortegal e o seu farol.
À direita estende-se a ria de Ortigueira (Galiza) com as suas falésias e areais. Perto do cabo, as ladeiras ganham em verticalidade e altura para configurar um lugar majestoso.
O cabo Ortegal é, na realidade, uma ampla arcada que se abre para o oceano ladeada por dois impressionantes saliente rochosos: a ponta do limo, a oeste e a ponta de Os aguilhões a Leste. É nesta onde se localiza o farol de Ortegal, uma torre cilíndrica pintada a branco e vermelho, desde a qual pode divisar-se:
- De frente ao farol, os três aguilhões, três penhascos afiados constantemente erodidos, onde os percebeiros arriscam a sua vida para conseguir percebe. Este impressionante conjunto já foi citado faz 19 séculos pelo grego Ptolomeu com o nome de Trileuco, que poderia traduzir-se por os três brancos, possivelmente referindo-se à espuma branca que golpeia os penhascos, ou talvez ao guano gerado pela grande colônia de airos que tinha, a mais importante da Espanha, extinguida na década de 1970.
- A Leste, o Cabo de Estaca de Bares, o ponto mas a norte da Espanha, com freqüência esfumado pela bruma.
- A Oeste, pouco a pouco as falésias vão ganhando em altura sobre o Atlântico. Divisa-se em primeiro término a impressionante Punta Do Limo. Atrás dela, a quota máxima de 613 m sobre o mar é fixada pela “Vigia Herbeira”. Este encrave cariñês é a falésia marinha mais alta não somente da Espanha, senão do centro e sul da Europa, tão somente superado por alguns fiordes noruegueses.

## Rochas milenárias

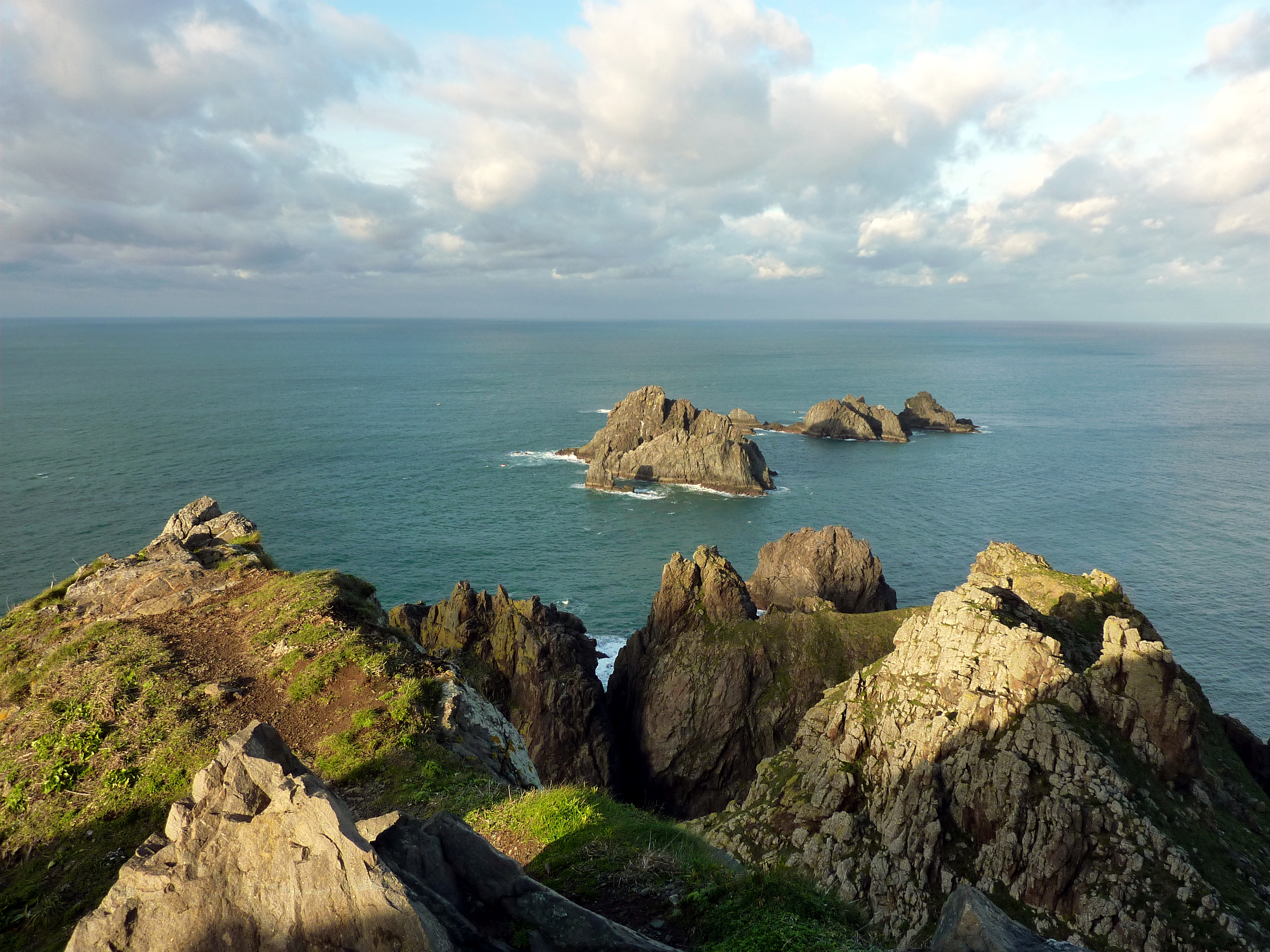
Rochas de cabo Ortegal.

Ortegal é, aliás, um complexo geológico de interesse internacional. Alguns dos seus materiais surgiram da colisão de fragmentos continentais do Noratlântico e Báltico. Rochas básicas, ultrabásicas, gnaisse ou eclogitas (pedras de grande dureza e muito resistentes à erosão) abundam no contorno do cabo. Mas é o granito preto a rocha mais espetaculosa desta paragem, já que as que aqui encontramos são as mais antigas da Península Ibérica e as quartas do planeta, de antiguidade similar a algumas em Austrália, Canadá ou Polônia. Este granito preto formou-se sob a superfície terrestre, a partir de magma, faz aproximadamente 1.160 milhões de anos.

## Fauna no cabo
Durante a Primavera, as repisas e fendas das falésias são ocupadas por centos de gaivotas, e em muito menor número por outras espécies como a gralha-de-bico-vermelho, os painhos, o roqueiro solitário ou o corvo-marinho-de-crista. Também se deixa ver o falcão peregrino.
Com a chegada do Outono, centos de milheiros de aves marinhas de dezenas de espécies diferentes migram para o sul frente de este cabo, tornado assim (junto com a Estaca de Bares) num dos melhores lugares da Europa para estudar as suas viagens de um mar para outro. Também é habitual contemplar cetáceos como o delfim, a baleia-piloto-de-aleta-longa e, ocasionalmente, baleias.